# 神大根王
神大根王（かむおおねのみこ、生没年不詳）は、古墳時代の人物で初代本巣国造（三野前国造・美濃国造）。

## 概要
『古事記』では別名を八瓜入日子王（やつりのいりひこのみこ）と伝え、開化天皇記では三野国之本巣国造・長幡部連の祖、景行天皇記では大根王が美濃国造の祖としている。『日本書紀』でも『古事記』とほぼ同様に記され、景行天皇紀に神骨（かむほね）が美濃国造とされる。一方、『先代旧事本紀』「国造本紀」では八瓜命を開化朝に三野前国造に定めたとされ、これら三書の記述から三野国之本巣国造と三野前国造は同一の国造とされる。なお、神大根王の名は「鴨の大根」を意味するものと見る説がある（後述）。
岐阜県本巣市宗慶にある宗慶大塚古墳は神大根王またはその子孫の墓といわれ、その築造時期は古墳時代前期（4世紀）にまで遡る。このため、古くから王塚古墳と称されてきた。
高坂神社や伊波乃西神社で祀られる他、複数の神社の創祀伝承に登場する。加毛神社では、鴨君彦坐王の子・神大根王が美濃国造となって子孫が西南濃地方に繁行したため、開拓者たちは鴨氏の祖神・神別雷命を奉斎したとされる。

## 系譜
父は開化天皇皇子の日子坐王、母は天御影命の娘の息長水依比売とされ、同母兄妹として安国造の祖・水穂真若王や水穂五百依比売、御井津比売がいるとされる。しかし、「国造本紀」の記事では開化朝に国造へ定められたとされ、『古事記』の系譜と時代が矛盾する。